# Juan de Garay

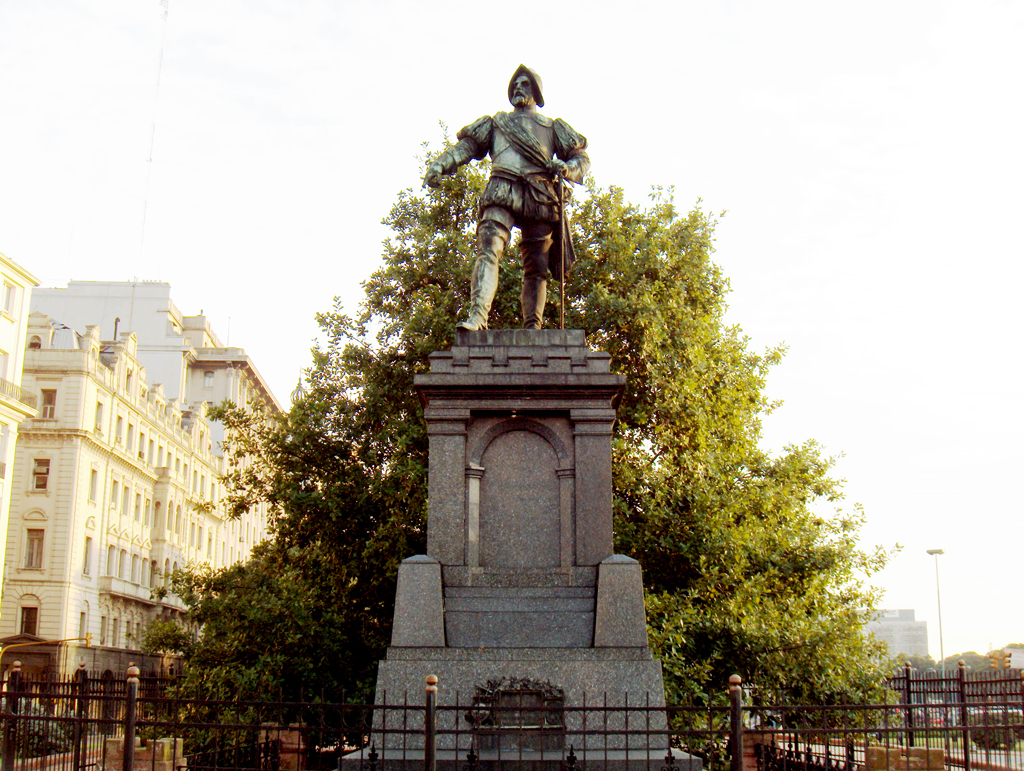
Pomnik Juana de Garay w Buenos Aires

Juan de Garay (ur. w 1528, zm. w 1583) – hiszpański konkwistador, kolonizator Paragwaju i Argentyny, drugi założyciel Buenos Aires.

## Życiorys
Juan de Garay urodził się w 1528 roku. 
W latach 1576–1583 był gubernatorem Paragwaju. Poprowadził ekspedycję na tereny obecnej Argentyny, zajmując ziemie dla królestwa Hiszpanii. Był założycielem wielu miast, m.in. w 1573 roku założył Santa Fe, a 11 czerwca 1580 roku – po raz drugi – Buenos Aires, które wcześniejsi osadnicy Pedra de Mendozy opuścili, kiedy okazało się, że rzeka, przy której się osiedlili, nie prowadzi do Peru.
Przypisuje się mu zapoczątkowanie produkcji cukru w Paragwaju.
Zmarł w 1583 roku.